# Mutinta Hichilema
Mutinta Hichilema, née le 7 mai 1967, est la Première dame de Zambie depuis l’élection de son époux, Hakainde Hichilema, à la présidence en août 2021. 

## Biographie

### Origines
Mutinta Hichilema naît le 7 mai 1967. Elle est originaire d'un village du district de Shibuyunji (en) en Zambie.

### Rôle politique
En 2017, lorsque son époux Hakainde Hichilema, leader du parti d'opposition United Party for National Development (UPND), est accusé de trahison et emprisonné, elle condamne publiquement ce qu'elle perçoit comme des accusations motivées par des raisons politiques. Elle soutient que cette détention prolongée a pour objectif de déstabiliser le parti UPND en désorganisant ses membres et en cherchant à éliminer son dirigeant.
En août 2021, à la suite de l'élection de Hakainde Hichilema à la présidence de la République de Zambie, elle devient la Première dame.

### Engagement humanitaire
En 2024, Mutinta Hichilema inaugure le Mutinta Hichilema Autism and Special Needs Centre à Kabwe, un établissement destiné aux enfants autistes et aux enfants ayant des besoins éducatifs particuliers.

### Vie privée
Mutinta Hichilema est mariée à Hakainde Hichilema, homme d'affaires, politicien et président élu de la Zambie. Ensemble, ils ont trois enfants.
Elle est membre de l'Église adventiste du septième jour depuis plusieurs années, bien avant que son mari n'intègre officiellement cette confession en 2019. Ils participent activement aux activités communautaires du District missionnaire de Chilanga, au sein de l'Association de Lusaka.